# Miryam Kurganoff
Miryam Kurganoff (Ceres, Argentina, 9 de diciembre de 1931) es una nutricionista e investigadora argentina, referente en materia de soberanía alimentaria, la economía popular y de políticas públicas para la producción, comercialización y consumo de alimentos saludables.

## Reseña biográfica
A los pocos años su familia se traslada al asentamiento Colonia Dora en la provincia de Santiago del Estero, para luego establecerse en Añatuya. 
Miriyam se recibe de maestra a los 15 años, en la Escuela Normal de Añatuya.
A los 16 años se muda a Buenos Aires para continuar estudiando en la Universidad. Su título de maestra no la habilitaba para ingresar a la carrera de Medicina, debiendo rendir antes las equivalencias para obtener el grado de Bachiller, de modo que se inscribió en la Escuela de Dietistas que dependía del Ministerio de Salud, graduándose en 1951. Contrae matrimonio con el médico Luis Gorban en el mismo año, fijando su residencia en Lomas de Zamora. El matrimonio tiene 5 hijos. 
Estando recién recibida, consigue empleo junto al Director de Alimentación de la Nación. El Ministro de Salud Ramón Carrillo le encarga armar un plan de alimentación para todos los hospitales del país. trabaja luego en el Instituto de Zoonosis Luis Pasteur de Buenos Aires y luego en el Sanatorio Güemes.
Los sucesos políticos ocurridos en Argentina durante la década del 70 afecta duramente a la familia. Durante la Dictadura Cívico-Militar argentina, su esposo es detenido, acusado de haber atendido a Aramburu durante su cautiverio. En noviembre del 76 secuestran a Claudia y Silvia, dos de sus hijas, y a su yerno Osvaldo Lapertosa. Miryam es secuestrada en 1978 acusada de ser dirigente montonera. Es mantenida clandestinamente en el Campo de Concentración  “El Banco”, donde fue torturada.
Interceden para su liberación la Liga Argentina por los DDHH, la Cruz Roja, e incluso el Dr. René Favaloro mediante una carta enviada al Gral. Suárez Mason por intermedio de Luis Gorban. A sus 60 años se gradúa como Licenciada en Nutrición a los 60 años, en la Universidad Nacional de Córdoba.
En 1996 viaja a Roma en representación de Argentina para asistir a la Cumbre Mundial de Alimentos Alternativos, organizada por la FAO, donde se empapa del concepto de soberanía alimentaria, de la mano del hondureño Rafael Alegría, uno de los fundadores del movimiento Vía Campesina.
En 2003 creó a la primera Cátedra Libre de Soberanía Alimentaria. Actualmente coordina esa cátedra (CALISA), en  la Escuela de Nutrición de la Universidad de Buenos Aires y fue impulsora de la creación de la red de Cátedras de Soberanía Alimentaria (CALISA) que tiene presencia en 49 universidades públicas de Argentina.
En 2009 publica el primer Cuadernillo sobre Seguridad y Soberanía Alimentaria, en 2011 el libro homónimo, y numerosos materiales que son insumo de las cátedras universitarias.
Decenas de entrevistas a Miryam Kurganoff dan cuenta de su mirada sobre la alimentación:

"Cuando hablamos de mala alimentación estamos hablando de la escasez de alimentos, cuando hablamos de mala nutrición, hablamos de que la cantidad de alimento puede ser suficiente en cantidad pero no en la calidad. Ese exceso es dañino sobre todo cuando se trata de lo que llamamos ultraprocesados, que son los altamente industrializados. Las galletitas, gaseosas, empaquetados en general. Te hacen pensar que ´ya comiste´. Y comiste… pero te falta el hierro, las vitaminas y los minerales que vienen con los alimentos frescos. Lo ideal es consumir cinco porciones de verduras y frutas frescas por día. Cuesta hacer ver que la alimentación es un tema político más que de gusto personal. En el colegio los chicos mal nutridos no aprenden, las personas mal nutridas no pueden trabajar bien"

## Distinciones
- Reconocimiento de la Confederación General de Profesionales por su Trayectoria Institucional (2011)
- Titular de la Cátedra Libre de Seguridad y Soberanía Alimentaria en la Facultad de Medicina de la UBA. (2013)
- Premio Palas Atenea (2013) por parte de Mujeres de Negocios y Profesionales del Sur
- Doctora honoris causa de la Universidad de Buenos Aires (2019), de la Universidad Nacional de Rosario (2019) y de la Universidad Nacional de La Plata (2023).[4][5][6]

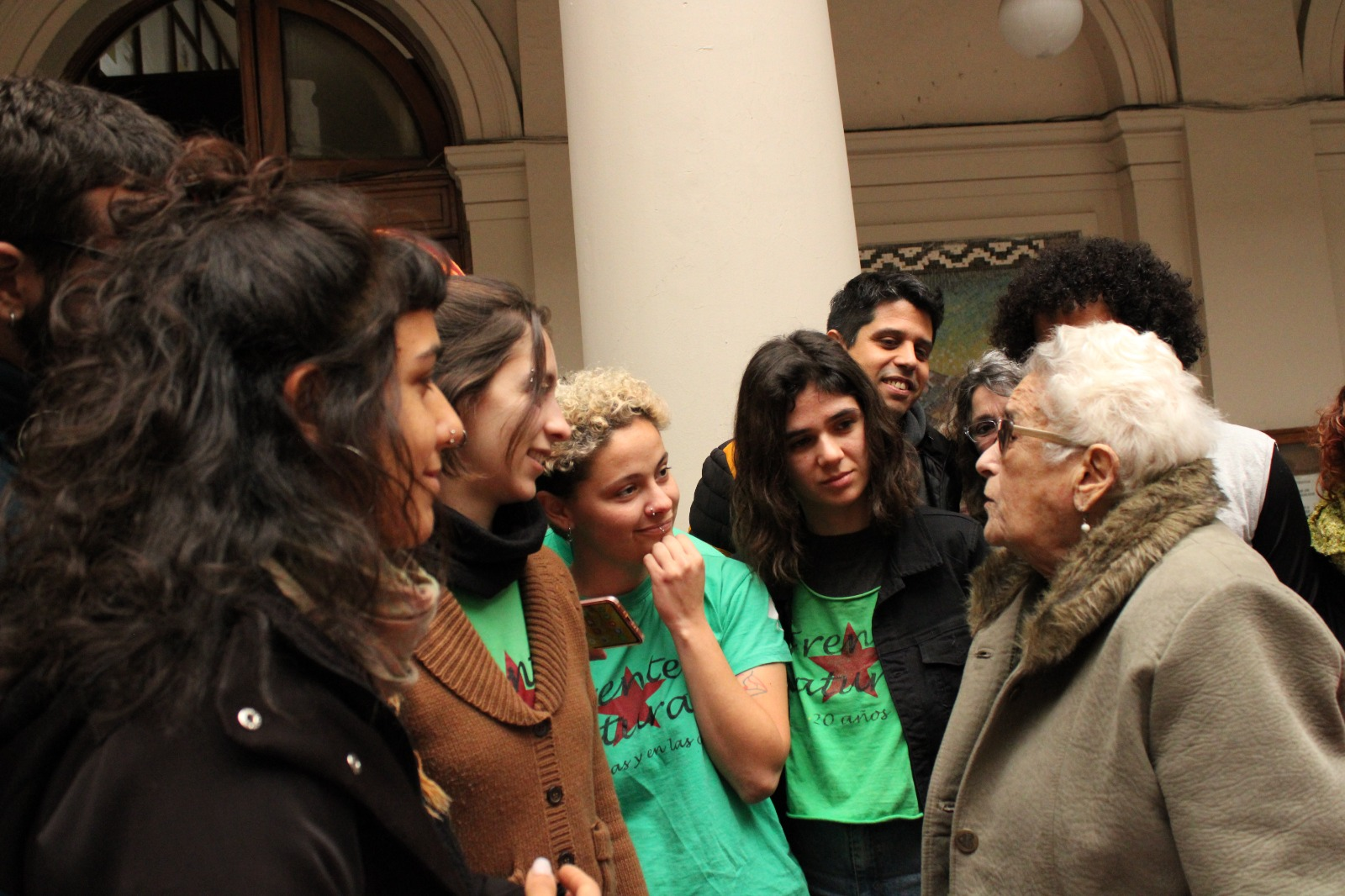

- Ciudadana Ilustre de la Provincia de Buenos Aires, "por la trayectoria desarrollada en la instalación y defensa de la SOBERANÍA ALIMENTARIA" (2022)[7]
- Presidenta honorario de la Federación Argentina de Graduados en nutrición (FAGRAN) 2019.